# Loch of Clunie
Loch of Clunie är en sjö i Storbritannien.   Den ligger i kommunen Perth and Kinross och riksdelen Skottland, i den norra delen av landet, 600 km norr om huvudstaden London. Loch of Clunie ligger 56 meter över havet.  Trakten runt Loch of Clunie består till största delen av jordbruksmark.